# Julio César da Rosa
Julio César da Rosa (Costas de Porongos, Treinta y Tres, 9 de febrero de 1920 - Montevideo, 10 de noviembre de 2001) fue un escritor, periodista y político uruguayo.

## Biografía
Nació en Costas de Porongos y vivió su niñez y adolescencia en esa zona rural del departamento de Treinta y Tres. Cursó estudios secundarios en la capital de ese departamento. A los 19 años se radicó en Montevideo donde cursó hasta segundo año de la carrera abogacía en la Facultad de Derecho.
En 1952 publicó Cuesta arriba, su primer libro de cuentos, en el que recorre el medio rural y sus personajes comunes. Esta fue la primera obra de una prólifica producción literaria de la cual probablemente Buscabichos -orientada al público infantil- sea la más reconocida. 
Si bien su obra se concentró en los libros de cuentos que tuvieron como marco el ambiente campesino o de los pueblos del interior del país, publicó además novelas y textos autobiográficos. Su obra literaria le valió la obtención de varios premios como el Premio Nacional de Literatura en 1977, el Gran Premio Municipal de Literatura José Enrique Rodó en 1982 y el Gran Premio Nacional a la Labor Intelectual en 1999. 
A nivel político, fue diputado de su departamento por el Partido Colorado en el período 1963 - 1966, ofició de presidente de la Unidad Asesora de Teatros Municipales, fue director Interventor del Servicio de Espectáculos Públicos y Director de la División de Cultura de la Intendencia Municipal de Montevideo.
Como periodista estuvo muy relacionado con la revista Asir, a través de la cual publicó sus primeros libros y trabajó como director de la emisora radial de Montevideo CX32.

## Obra
- Más allá de las sierras (obra de teatro. 1949)
- Cuesta arriba (Ediciones Asir. 1952)
- De sol a sol (Ediciones Asir. 1955)
- Camino adentro (Ediciones Asir. 1959)
- Recuerdos de Treinta y Tres (Ediciones Asir. 1961)
- Juan de los desamparados (Editorial Alfa. 1961)
- Ratos de padre (Ediciones de la Banda Oriental. 1968)
- Civilización y terrofobia (Editorial Diálogo. 1968)
- Rancho amargo (Ediciones Tauro. 1969)
- Buscabichos (Ediciones de la Banda Oriental. 1970)
- Lejano pago (DISA. 1970)
- Gurises y pájaros (Ediciones de la Banda Oriental. 1973)
- Mundo chico (Comisión Nacional de Homenaje del Sesquicentenario de 1825. 1975)
- Novelas cortas (Ediciones de La Banda Oriental. 1977)
- Tiempos de negros (Ediciones de la Banda Oriental. 1977)
- Caminos (Ediciones de la Banda Oriental. 1978)
- Rumbo sur (Ediciones de la Banda Oriental. 1980)
- Trece narradores uruguayos contemporáneos (Cámara Uruguaya del Libro. 1981)
- Hombre-Flauta y otros cuentos (Ediciones de la Banda Oriental. 1988)
- Yunta brava (junto a Claudio Silveira Silva. Ediciones de la Banda Oriental. 1990)
- Hijos de la noche (Arca. 1993)
- Tata viejo (Ediciones de la Plaza. 1999)
- Aguafuerte y cuentos viejos (Cauce Editorial. 2000)
- Antología del cuento criollo del Uruguay. Volumen I (en colaboración con su hijo Juan Justino Da Rosa. Arca. 2001)

### Antologías y recopilaciones
- Cuentos completos (incluye Cuesta arriba, De Sol a sol, Camino adentro y Juan de los desamparados. Ediciones de la Banda Oriental. 1966)
- Mis cuentos preferidos (Distribuidora Ibana. 1968)